# Virginia Smith

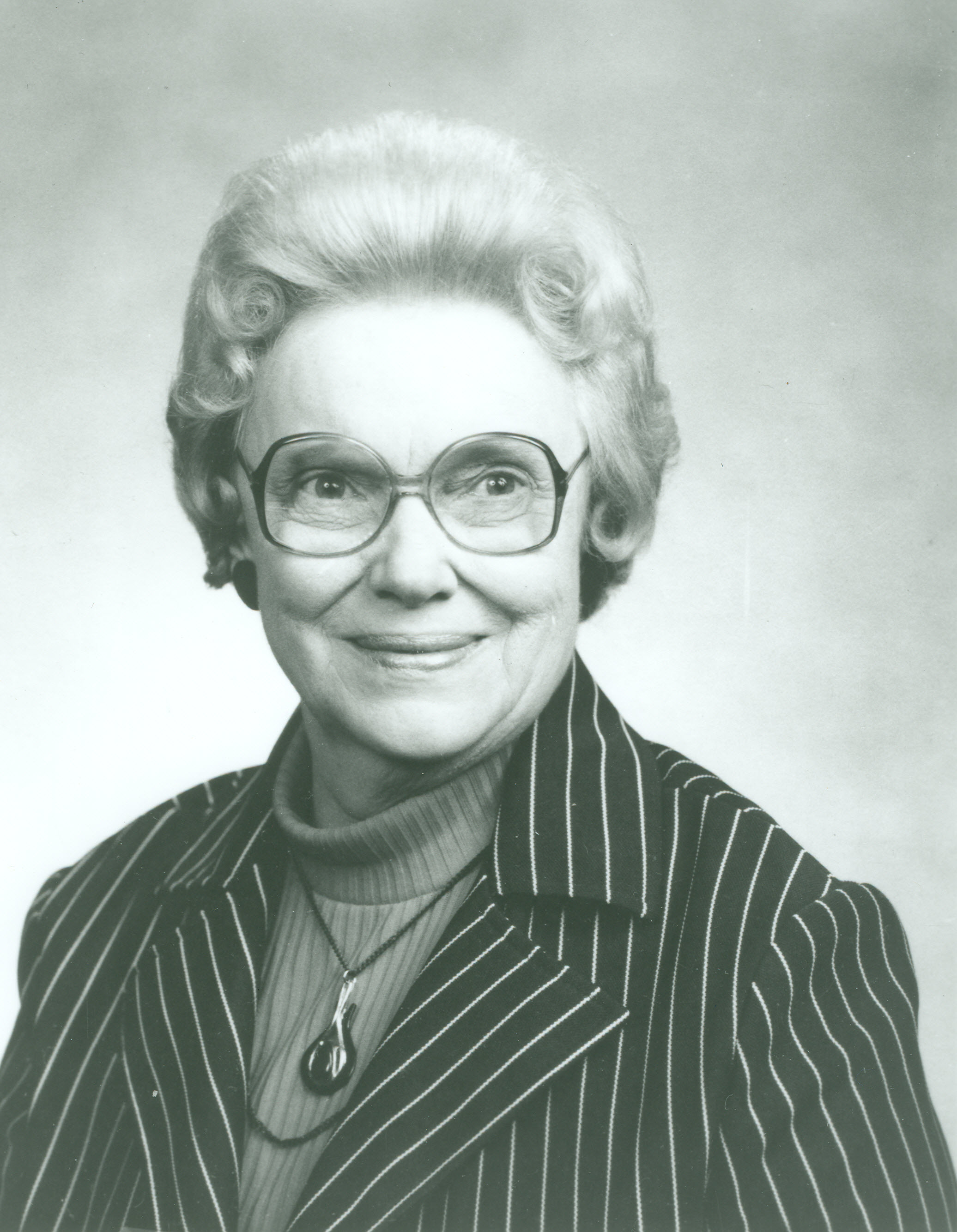
Virginia Smith

Virginia Dodd Smith (* 30. Juni 1911 in Randolph, Fremont County, Iowa; † 23. Januar 2006 in Sun City West, Arizona) war eine US-amerikanische Politikerin (Republikanische Partei). Zwischen 1975 und 1991 vertrat sie den dritten Wahlbezirk des Bundesstaates Nebraska im US-Repräsentantenhaus.

## Werdegang
Virginia Smith wurde als Virginia Dodd geboren und besuchte die Manti Rural School sowie die Shenandoah High School in Iowa. Danach studierte sie bis 1936 an der University of Nebraska in Lincoln. Am 27. August 1931 heiratete sie Haven Smith (1909–1997). Die Ehe blieb kinderlos.
Die meiste Zeit ihres Lebens verbrachten die Smiths in Chappell im Deuel County. Dort setzten sie sich für die Interessen der ländlichen Bevölkerung und der Landwirtschaft ein. Zwischen 1950 und 1960 arbeitete Virginia Smith für das US-Landwirtschaftsministerium. 1960 war sie Delegierte auf einer vom Präsidenten einberufenen Konferenz, die sich mit Kindern und Jugendlichen befasste. Von 1971 bis 1972 fungierte sie als Vorsitzende einer präsidialen Kommission, die sich um die Entwicklung des ländlichen Raums kümmerte. 1973 und 1974 arbeitete sie in ähnlichen Kommissionen für das Bildungs- und das Handelsministerium.
Virginia Smith nahm zwischen 1956 und 1972 als Delegierte an den Republican National Conventions teil und wurde 1974 wurde als Kandidatin ihrer Partei in das US-Repräsentantenhaus gewählt, wo sie am 3. Januar 1975 David T. Martin ablöste. Ihr Wahlsieg war zwar mit einem Vorsprung von nur 737 Stimmen sehr knapp, aber trotzdem bemerkenswert, weil er gegen den damaligen Bundestrend lief, der nach der Watergate-Affäre zu Gunsten der Demokratischen Partei ausfiel.
Nachdem sie ihr Mandat im Kongress bei den folgenden sieben Wahlen verteidigen konnte, verblieb sie bis zum 3. Januar 1991 im Repräsentantenhaus. Dort setzte sie sich wieder für den ländlichen Raum, vor allem in Nebraska, ein und war gegen eine Gehaltsanhebung der Kongressmitglieder. Smith war zeitweise Mitglied im Haushaltsausschuss. Im Jahr 1990 verzichtete sie auf eine erneute Kandidatur. Nach dem Ende ihrer Zeit im Kongress zog sie sich in den Ruhestand zurück.